# 1411
| [ Edytuj tabelę ]                          | |
| Król Polski                                | - 1386 Władysław II Jagiełło 1434                                                                                    |
| Współksiążęta Andory                       | - 1396 Galcerà de Vilanova 1415 - 1398 Izabela 1412 - 1398 Archibald 1412                                            |
| Król Anglii                                | - 1399 Henryk IV 1413                                                                                                |
| Król Aragonii i Walencji, hrabia Barcelony | - 1410 interregnum 1412                                                                                              |
| Władca Azteków                             | - 1395 Huitzilíhuitl 1417                                                                                            |
| Elektor Brandenburgii                      | - 1388 Jodok z Moraw 1411 - 1411 Zygmunt Luksemburski 1415                                                           |
| Książę Bawarii-Ingolstadt                  | - 1375 Stefan III 1413                                                                                               |
| Książę Bawarii-Landshut                    | - 1393 Henryk XVI Bogaty 1450                                                                                        |
| Książę Bawarii-Monachium                   | - 1397 Ernest 1438                                                                                                   |
| Książę Burgundii                           | - 1404 Jan bez Trwogi 1419                                                                                           |
| Cesarz Bizancjum                           | - 1391 Manuel II Paleolog 1425                                                                                       |
| Sułtan Brunei                              | - 1405 Muhammad 1415                                                                                                 |
| Cesarz Chin                                | - 1402 Yongle 1424                                                                                                   |
| Król Cypru                                 | - 1398 Janusz 1432                                                                                                   |
| Król Czech                                 | - 1378 Wacław IV Luksemburski 1419                                                                                   |
| Król Danii                                 | - 1387 Małgorzata I 1412 - 1396 Eryk Pomorski 1439                                                                   |
| Dalajlama                                  | - 1391 Gendun Drup 1474                                                                                              |
| Władca Egiptu                              | - 1405 An-Nasir Faradż 1412                                                                                          |
| Cesarz Etiopii                             | - 1382 Dawid I 1413                                                                                                  |
| Król Francji                               | - 1380 Karol VI 1422                                                                                                 |
| Król Gruzji                                | - 1407 Konstantyn I 1412                                                                                             |
| Hrabia Holandii                            | - 1404 Wilhelm VI 1417                                                                                               |
| Władca Inków                               | - 1410 Viracocha 1438                                                                                                |
| Cesarz Japonii                             | - 1392 Go-Komatsu 1412                                                                                               |
| Kalif                                      | - 1406 Al-Musta’in 1414                                                                                              |
| Król Kastylii i Leónu                      | - 1406 Jan II Kastylijski 1454                                                                                       |
| Patriarcha Konstantynopola                 | - 1410 Eutymiusz II 1416                                                                                             |
| Władca Korei                               | - 1400 Taejong 1418                                                                                                  |
| Najwyższy książę litewski                  | - 1401 Jagiełło 1434                                                                                                 |
| Wielki książę litewski                     | - 1392 Witold 1430                                                                                                   |
| Cesarz Majapahitu                          | - 1389 Wikramawardhana 1429                                                                                          |
| Sułtan Maroka                              | - 1398 Usman III 1421                                                                                                |
| Książę Mediolanu                           | - 1402 Giovanni Maria 1412                                                                                           |
| Wielki książę moskiewski                   | - 1389 Wasyl I 1425                                                                                                  |
| Król Nawarry                               | - 1387 Karol III Szlachetny 1425                                                                                     |
| Król Norwegii                              | - 1387 Małgorzata I 1412 - 1396 Eryk Pomorski 1442                                                                   |
| Sułtan Omanu                               | - 1406 Machzum ibn al-Fallah 1435                                                                                    |
| Elektor Palatynatu                         | - 1410 Ludwik III 1436                                                                                               |
| Papież awinioński                          | - 1394 Benedykt XIII 1417                                                                                            |
| Papież soborowy                            | - 1410 Jan XXIII 1415                                                                                                |
| Papież                                     | - 1406 Grzegorz XII 1415                                                                                             |
| Król Portugalii                            | - 1385 Jan I 1433 |
| Cesarz Rzymski (niemiecki)                 | - 1410 Zygmunt Luksemburski 1437                                                                                     |
| Kapitanowie Regenci San Marino             | - 1411 Simone di Belluzzo Antonio di Marino di Fosco 1411 - 1411 Paolo di Carbone Giovanni di Pasino Benvegnudi 1411 |
| Despota Serbii                             | - 1402 Stefan IV Lazarević 1427                                                                                      |
| Elektor Saksonii                           | - 1388 Rudolf III Saski 1419                                                                                         |
| Król Szkocji                               | - 1406 Jakub I 1437                                                                                                  |
| Król Szwecji                               | - 1389 Małgorzata 1412 - 1396 Eryk XIII Pomorski 1439                                                                |
| Król Tajlandii                             | - 1409 Intha Racha 1424                                                                                              |
| Sułtan Turków                              | - 1402 bezkrólewie 1413                                                                                              |
| Doża Wenecji                               | - 1400 Michele Steno 1413                                                                                            |
| Król Węgier                                | - 1387 Zygmunt Luksemburski 1437                                                                                     |
| Cesarz Wietnamu                            | - 1409 Trùng Quang Đế 1414                                                                                           |
| Wielki mistrz zakonu krzyżackiego          | - 1410 Henryk von Plauen 1413                                                                                        |

Rok 1411 / MCDXI
stulecia: XIV wiek ~
XV wiek ~
XVI wiek

lata: 1401 «
1406 «
1407 «
1408 «
1409 «
1410 «
1411
» 1412
» 1413
» 1414
» 1415
» 1416
» 1421

## Wydarzenia w Polsce
- 1 lutego – zawarto I pokój toruński kończący wielką wojnę (1409–1411) między Polską a Zakonem Krzyżackim (największa bitwa: bitwa pod Grunwaldem w 1410).
- W Gdańsku wybuchło powstanie antykrzyżackie – krwawo stłumione.
- 6 kwietnia – delegacja gdańszczan zaproszona na rokowania z Krzyżakami została podstępnie uwięziona, trzech delegatów zostało zamordowanych – burmistrzowie Konrad Leczkow i Arnold Hecht i rajca Bartłomiej Gross.
- czerwiec i lipiec – Władysław Jagiełło i Witold dokonali triumfalnego objazdu kresów wschodnich Wielkiego Księstwa Litewskiego. W jego trakcie zawarto porozumienie z Pskowem i księciem twerskim Aleksandrem i odebrano hołd księcia riazańskiego.
- 22 września – Krzyżacy przekazali Rypin w ręce polskie.
- W katedrze na Wawelu zawieszono chorągwie zdobyte podczas wojny z państwem zakonu krzyżackiego.

## Wydarzenia na świecie
- 21 lipca – Zygmunt Luksemburski został królem Niemiec.

## Urodzili się
- data dzienna nieznana: 
  - Anioł z Chivasso – włoski franciszkanin, błogosławiony katolicki (zm. 1495)
  - Mahmud Gawan – regent i premier sułtanatu Bahmanidów (zm. 1481).

## Zmarli
- 18 stycznia – Jodok z Moraw, margrabia Moraw, margrabia brandenburski 1388-1411, książę Luksemburga 1388-1411, antykról niemiecki 1410-1411 (ur. 1352)
- 3 czerwca – Leopold IV Habsburg, książę Austrii i Tyrolu (ur. 1371)
- data dzienna nieznana: 
  - Mikołaj Kurowski, biskup kujawski i poznański oraz kanclerz koronny (ur. ok. 1360).